# Enquesta
Una enquesta o sondeig és un qüestionari per a conèixer l'opinió d'una mostra representativa de població. L'univers o persones enquestades han de reunir una sèrie de característiques per a ser vàlides i poder fer una generalització dels resultats (aquests trets depenen de l'objectiu de l'enquesta). La recollida de dades es fa sense modificar l'entorn ni el fenomen on es recull la informació.
La informació de les respostes se sotmet a anàlisi estadística (recerca quantitativa) o s'interpreta en funció de patrons semàntics (anàlisi qualitativa). Hi ha institucions especialitzades a fer enquestes vàlides, que s'usen com a eina de recollida de dades en sociologia, per a conèixer l'opinió pública sobre un subjecte d'actualitat o per a estudis de mercat (on s'intenta calibrar l'èxit d'un producte). L'enquesta pot contenir una prova pilot de menys individus per a validar que les preguntes estiguin ben formulades.

## Tipus d'enquestes

### Enquestes segons l'objectiu
- Enquestes descriptives: Documenten les actituds o condicions presents. Això significa que intenten descriure en quina situació es troba una determinada població en el moment en què es realitza l'enquesta.
- Enquestes analítiques: Busquen, a més de descriure, explicar els perquès d'una determinada situació. En aquest tipus d'enquestes les hipòtesis que les recolzen s'acostumen a contrastar per mitjà de l'examen d'almenys dos variables, de les quals s'observen interrelacions i, després, es formulen inferències explicatives.

### Segons el mitjà de captura
Els mitjans de captura per a fer una enquesta inclouen el paper, el telèfon, Internet i els dispositius mòbils:
- Paper i llapis (PAPI: Pen-and-paper personal interview): En termes generals, el paper s'utilitza per a enquestes que seran aplicades en llocs remots on no existeix senyal d'Internet, on aquest no sigui fiable o quan calgui un registre físic per fer el processament, per exemple, enquestes en zones rurals. El paper segueix sent el mètode més utilitzat tot i els avenços tecnològics de les últimes dècades. Això és així gràcies al seu baix cost, la versatilitat i la seguretat. La taxa de rebuig d'una enquesta en paper mitjançant un enquestador és molt baixa.
- Enquestes telefòniques (CATI: Computer-assisted telephone interview): Les enquestes telefòniques s'utilitzen quan es vol aplicar un qüestionari curt, de no més de 10 preguntes, i es volen obtenir resultats immediats. Es fan servir en enquestes de temàtica política, sondejos d'opinió, posicionament de marca i en publicitat. La taxa de rebuig d'una enquesta CATi és comparativament baixa, sempre que es compti amb enquestadors ben entrenats que aconsegueixin persuadir a la persona entrevistada per aconseguir l'entrevista i mantenir la seva atenció.[4]
- La web (CAWI: Computer-assisted web interview): Les enquestes a la web s'utilitzen a l'hora de fer enquestes autoadministrades, és a dir, quan no cal un enquestador. El problema d'aquest tipus d'enquesta és la baixa taxa de respostes, ja que normalment el subjecte no està motivat a respondre, almenys que hi hagi algun interès en els resultats de l'estudi o perquè rep alguna cosa a canvi. Una variant de l'enquesta a la web és l'enquesta enviada per correu electrònic.
- Dispositius mòbils (CAPI: Computer-assisted personal interview): Les enquestes mitjançant dispositius mòbils permeten la seva aplicació amb enquestador, gravant les dades directament en algun dispositiu tipus telèfon mòbil o tauleta, amb connexió a Internet o sense. El principal problema d'utilitzar aquest mitjà, més enllà del cost del dispositiu, és que no poden ser utilitzats en llocs amb alta taxa de delinqüència, ja que es corre en risc de perdre tant l'equip com la informació.

### Tipus de preguntes
- De resposta oberta: En aquestes enquestes es demana a la persona interrogada que respongui ella mateixa a la pregunta formulada. Això li atorga major llibertat a l'entrevistat i, alhora, possibilita aconseguir respostes més profundes, així com també preguntar sobre el perquè i el com de les preguntes realitzades. Per altra banda, permet adquirir respostes que no s'havien tingut en compte a l'hora de fer els formularis i es poden crear noves relacions amb altres variables i respostes.
- De resposta tancada: En aquestes, les persones enquestades han d'escollir una de les opcions que es presenten un llistat que formulen els investigadors. Aquesta manera d'enquestar té com a resultat respostes més fàcils de quantificar i de caràcter uniforme. El problema que poden presentar aquestes enquestes és que no es tingui al llistat una opció que coincideixi amb la resposta que es voldria donar; per això, sempre és recomanable incloure l'opció "altres".

## Objectius d'una enquesta
A l'hora de realitzar una enquesta es busquen complir uns objectius, com per exemple:
- Mesurar les relacions entre variables demogràfiques, econòmiques i socials.
- Avaluar les estadístiques demogràfiques com errors, omissions o inexactituds.
- Conèixer profundament patrons de les variables demogràfiques i els seus factors associats com ara fecunditat i migracions determinants.
- Avaluar periòdicament els resultats d'un programa en execució.
- Saber l'opinió del públic sobre un determinat tema.
- Investigar prèviament les característiques de la població per poder fer les preguntes correctes.
- Donar una resposta sobre la qual els entrevistats donaran una opinió congruent.

## Enquesta per mostreig

### Avantatges
- Baix cost
- Informació més exacta que la del cens, ja que el menor nombre d'enquestadors permet capacitar-los millor i més selectivament.
- És possible introduir mètodes científics objectius de mesurament per a corregir errors.
- Més rapidesa en l'obtenció de resultats.
- És la tècnica més utilitzada i permet obtenir informació de gairebé qualsevol tipus de població.
- Gran capacitat per a estandarditzar dades, fet que permet el seu tractament informàtic i l'anàlisi estadística.

### Desavantatges
- El plantejament i l'execució de la investigació acostuma a ser més complex que si es fa per cens.
- El seu disseny requereix professionals amb bons coneixements de teoria i habilitat en la seva aplicació. Hi ha un risc més elevat de biaix mostral.
- És necessari donar un marge de confiança de les dades, una mesura de l'error estadístic possible al no haver enquestat tota la població complerta. Per tant, s'han d'aplicar anàlisis estadístiques que permetin mesurar aquest error amb intervals de confiança, mesures de desviació estàndard, coeficient de variació, etc. Això requereix professionals capacitats i complica l'anàlisi de les conclusions.

### Software i eines per processar enquestes
Existeixen nombroses eines de software professionals per a fer el processament de l'enquesta de manera eficient i productiva. El tipus de software que s'ha d'utilitzar dependrà en gran manera de la metodologia d'aplicació de l'instrument de camp, és a dir, de si l'enquesta serà autoadministrada o administrada mitjançant una entrevista personal. De la mateixa manera, el tipus de software també dependrà del mitjà de captura, ja sigui paper (PAPI), web (CAWI), entrevista telefònica (CATI) o dispositius mòbils (CAPI). Algunes eines per l'escriptori i per la web ofereixen una facilitat anomenada OLAP, que permet emmagatzemar les dades en un format cúbic i així poder rotar les dimensions d'anàlisi per a obtenir múltiples vistes de la informació i poder analitzar fàcilment cada pregunta del qüestionari per les seves variables d'anàlisi (sexe, ciutat, edat, estrat social, etc.).